# قطعه ابزار

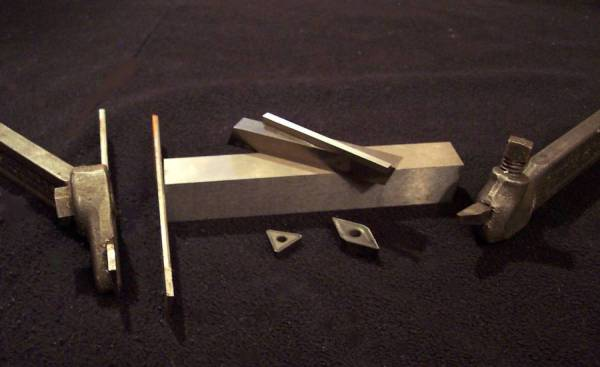
قطعات ابزار مختلف، اینسرت تراش و نگهدارنده

در ماشین‌کاری، بیت ابزار یک ابزار برش غیر چرخشی است که در تراش‌های فلزی، صفحه تراش و رنده‌ها استفاده می‌شود. این برش‌دهنده‌ها اغلب با نام مجموعه ابزار برش تک نقطه‌ای نیز شناخته می‌شوند که از سایر ابزارهای برش مانند اره یا برش با فشار آب متمایز می‌شود. تیغ برای مطابقت با یک عملیات ماشین‌کاری خاص درست می‌شود و ممکن است در صورت نیاز دوباره تیز یا تغییر شکل داده شود. قطعه ابزار در حین برش توسط نگهدارنده ابزار محکم نگه داشته می‌شود.

## هندسه

عملیات برش

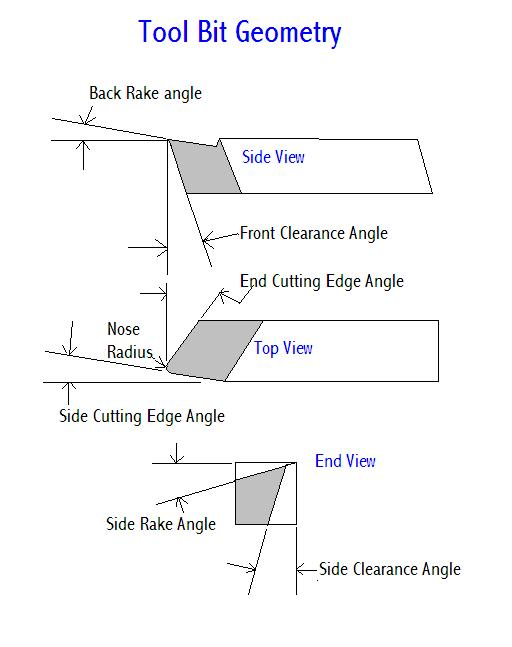
زوایای ابزار برش معمولی برای ماشین تراش.

چنگک پشتی برای کمک به کنترل جهت تراشه است به دلیل اختلاف طول قسمت‌های بیرونی و داخلی، برش به داخل کار انحنا پیدا می‌کند. همچنین با کشیدن ابزار به داخل کار به خنثی کردن فشار وارده به ابزار از کار کمک می‌کند.
زاویه چنگک جانبی همراه با زاویه چنگک پشتی تراشه را کنترل می‌کند و تا حدی اصطکاک حرکت کاتر را خنثی می‌کند و می‌تواند متناسب با ماده خاصی که برش داده می‌شود متغیر باشد. به عنوان مثال، برنج به زاویه چنگک پشت و کناری ۰ درجه نیاز دارد در حالی که آلومینیوم از زاویه چنگک پشتی ۳۵ درجه و چنگک جانبی ۱۵ درجه استفاده می‌کند.
شعاع نوک ابزار سطح برش را صاف‌تر می‌کند زیرا می‌تواند برش قبلی را همپوشانی کند و قله‌ها و دره‌هایی را که یک ابزار نوک تیز ایجاد می‌کند از بین ببرد. داشتن شعاع نوک قطعه را نیز تقویت می‌کند، زیرا نوک تیز کاملاً شکننده است. شعاع نوک قطعه بسته به عملیات ماشینکاری مانند خشن کردن، نیمه تمام کردن یا تکمیل و همچنین بر اساس مواد تشکیل دهنده برش متفاوت است: فولاد، چدن، آلومینیوم و غیره.
تمام زوایای دیگر برای فاصله گذاری هستند تا هیچ بخشی از ابزار به جز لبه برش نتواند کار را لمس کند. زاویه فاصله از جلو معمولاً ۸ درجه است در حالی که زاویه فاصله جانبی ۱۰–۱۵ درجه است.
توصیه می‌شود که زاوایا حداقل مقداری که کار مورد نیاز را انجام می‌دهند باشند، زیرا ابزار با تیزتر شدن زاوایا شکننده‌تر می‌شود و دلیل آن کاهش ساپورت در پشت لبه و کاهش توانایی جذب گرمای تولید شده توسط برش است.
زوایای چنگک در بالای ابزار برای برش لازم نیست دقیق باشد، اما برای برای زاویه چنگک پشت و کناری زاویه بهینه وجود خواهد دارد.

## مواد

### فولاد
در اصل، تمام قطعات ابزار از فولادهای پر کربن با عملیات سخت کاری و تمپر کردن ساخته می‌شدند. از زمان معرفی فولاد تندبر (HSS) (سالهای اولیه قرن بیستم)، کاربید متخلخل (دهه ۱۹۳۰)، برش‌های سرامیکی و الماسی، این مواد به تدریج جایگزین انواع قبلی ابزار فولادی در تمام کاربردهای برش شده‌اند. اکثر قطعات ابزار امروزه از HSS، فولاد کبالت یا کاربید ساخته می‌شوند.

### کاربید و سرامیک
کاربید، سرامیک (مانند نیترید بور مکعبی) و الماس که سختی بالاتری نسبت به HSS دارند، در اکثر موارد امکان حذف سریعتر مواد را نسبت به HSS فراهم می‌کنند. از آنجایی که این مواد گرانتر و شکننده‌تر از فولاد هستند، معمولاً بدنه ابزار برش از فولاد ساخته شده است و یک لبه برش کوچک ساخته شده از مواد سخت‌تر به آن متصل می‌شود. لبه برش معمولاً یا پیچ می‌شود یا با گیره (در این مورد به آن درج می‌گویند) یا روی یک ساقه فولادی لحیم می‌شود (این معمولاً فقط برای کاربید انجام می‌شود).

## اینسرت
تقریباً تمام ابزارهای برش با کارایی بالا از اینسرت قابل تعویض استفاده می‌کنند. دلایل متعددی برای این امر وجود دارد. اول از همه، در سرعت‌های برش بسیار بالا و تغذیه‌هایی که از این مواد ساخته شده‌اند، نوک برش می‌تواند به دمایی برسد که مواد لحیم کاری شده را که بوته را نگه می‌دارد ذوب کند. از نظر اقتصاد نیز این موضیع اهمیت دارد. اینسرت‌ها به‌طور متقارن ساخته می‌شوند به طوری که وقتی اولین لبه تیزی خود را از دست می‌دهد می‌توان آن‌ها را چرخاند و یک لبه برش جدید را به جای گذاشت. حتی برخی از اینسرت‌ها به گونه‌ای ساخته شده‌اند که بتوان آن‌ها را برگرداند و در هر اینسرت ۱۶ لبه برش ایجاد کرد. انواع مختلفی از اینسرت وجود دارد: برخی برای تراش اولیه، برخی برای تکمیل کردن و برخی دیگر برای کارهای تخصصی مانند برش نخ‌ها یا شیارها ساخته شده‌اند. برای نامگذاری اینسرت‌ها از استانداردهایی بر اساس شکل، مواد، مواد پوشش و اندازه استفاده می‌شود.

## نگهدارنده ابزار
نوک ابزار برش سخت و گران‌قیمت است. اگر فقط قسمتی را که برش انجام می‌دهد از مواد سخت و گران‌قیمت باشد، هزینه ابزارکاری کاهش می‌یابد. در این صورت نگهدارنده ابزار را می‌توان از فولاد سخت‌تری ساخت، که علاوه بر ارزان‌تر بودن، معمولاً برای کار مناسب‌تر است، زیرا نسبت به مواد پیشرفته کمتر ترد است.
نگهدارنده ابزار همچنین ممکن است به گونه‌ای طراحی شود که ویژگی‌های دیگری را برای عملیات برش داشته باشد، مانند:
- زاویه رفت - جهت حرکت ابزار
- بارگذاری فنر - انحراف قطعه ابزار از مواد در هنگام اعمال بار بیش از حد
- برآمدگی‌های متغیر - بیت ابزار ممکن است برحسب نیاز باز یا جمع شود
- سفتی - نگهدارنده ابزار را می‌توان با توجه به کاری که می‌خواهیم انجام دهیم اندازه‌گیری کرد.
- پاشیدن مایع برش یا خنک‌کننده به محل برش.

توجه داشته باشید که از آنجایی که سفتی (به جای استحکام) معمولاً برای طراحی نگهدارنده ابزار مورد توجه است، فولاد مورد استفاده نیازی به سختی یا استحکام خاصی ندارد زیرا تفاوت نسبتاً کمی بین سختی اکثر آلیاژهای فولادی وجود دارد.

### نگهدارنده‌های مورد استفاده در ماشین تراش

#### نگهدارنده بیت و ستون ابزار
میله ابزار بخشی از یک ماشین تراش فلزکاری است که یا به‌طور مستقیم بیت ابزار را نگه می‌دارد یا یک جایی از ابزار که حاوی بیت ابزار است را نگه می‌دارد. طرح‌های متنوعی برای پایه‌های ابزار (از جمله پایه‌های ابزار اصلی، پایه‌های ابزار راکر، پست‌های ابزار با قابلیت تعویض سریع و برجک‌های پایه ابزار) و نگه‌دارنده‌های ابزار (با هندسه و ویژگی‌های متفاوت) وجود دارد.

#### جعبه ابزار

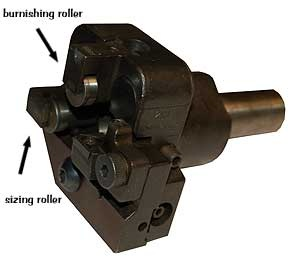
در عکس بالا یک جعبه ابزار راست دست نشان داده شده است که در دستگاه 2G پیچ قهوه ای-شارپ استفاده شده بوده است.

یک جعبه ابزار بر روی سری ماشین تراش یا پیچ برجک نصب می‌شود. یک بیت ابزار (یا چند بیت ابزار) و تکیه‌گاه (معمولاً به شکل V یا با دو غلتک) در بدنه‌ای که قطعه کار را احاطه کرده است در مقابل یکدیگر نصب می‌شوند (یک «جعبه» در اطراف آن تشکیل می‌دهند). نوع متفاوت و محبوب جعبه ابزار از دو غلتک به جای تکیه‌گاه استفاده می‌کند. یکی از غلتک‌ها «غلتک سایزینگ» و غلتک دیگر «غلتک صیقل کاری» نامیده می‌شود.

#### نگهدارنده مورد استفاده در شکل دهنده‌ها، شکاف دهنده‌ها و پلنرها
شکل‌دهنده، شکاف‌دهنده‌ها و رنده‌ها اغلب از نوعی نگهدارنده ابزار به نام جعبه کلاپر استفاده می‌کنند که آزادانه می‌چرخند.

#### نگهدارنده‌های مورد استفاده در ماشین‌های فرز

##### فلای کاتر
فلای کاتر نوعی فرز است که یک یا دو قطعه ابزار در آن نصب می‌شود. بیت‌ها با چرخش میله به اطراف می‌چرخند و برش‌هایی رو به رو بهم انجام می‌دهند. فلای کاترها کاربردی از بیت‌های ابزار هستند که در آن بیت‌ها بخشی از یک واحد چرخشی هستند (در حالی که بیشتر استفاده از بیت ابزار به صورت خطی است).